# 曼古普 (自然紀念物)
曼古普（烏克蘭語：Мангу́п）是一座自然紀念物，位于現今俄羅斯實際控制下的克里米亚共和国巴赫奇萨赖区的克里米亞山脈，面积90公顷。1964年，曼古普首先被認定為地方性的自然紀念物。1975年10月14日，乌克兰苏维埃社会主义共和国內閣通過了第780号决议，將曼古普的自然紀念物地位提升至加盟共和國級別。